# Rezolucija Informbiroa
Rezolucija Informbiroa,  punim nazivom Jugoslavenska kompartija u rukama špijuna i ubojica je naziv dokumenta donijetoga 28. lipnja 1948. godine u Bukureštu, u kojem je Informbiro - međunarodna asocijacija komunističkih partija osnovana 1947. godine - osudila Komunističku partiju Jugoslavije zbog odbijanja da se podvrgne naputcima iz SSSR-a. Rezoluciji su prethodili koraci SSSR-a, koji je 18. – 19. ožujka 1948. godine povukao svoje civilne i vojne stručnjake iz Jugoslavije.
Problemi nastali zbog podjele od Istočnog bloka snažno su obilježili razdoblje Jugoslavije od 1948. do 1955. godine, u kojem je latentna mogućnost vojne intervencije s istoka izbjegnuta osloncem na Zapadni blok: čak su i u samoj Moskvi jugoslavenski diplomati na uvrjedljiv stav sovjetskih domaćina reagirali približavanjem američkim i britanskim diplomatima, a jugoslavenski veleposlanik u SSSR Vladimir Popović, nakon što je morao napustiti Moskvu, ubrzo postaje veleposlanik u prijestolnici SAD-a Washingtonu. Neki zapadni krugovi su procjenjivali da im je od veće koristi da imaju komunističku Jugoslaviju u svađi s komunističkim Istočnim blokom - i koja će onda narušavati monolitnost tog bloka, kako će to kasnije učiniti NR Kina u svojem razlazu od SSSR-a 1956. godine - nego da Jugoslavija prestane biti komunističkom zemljom.

## Nastanak problema u odnosima komunističke Jugoslavije i Sovjetskog Saveza
Do sukoba između Jugoslavije i SSSR-a došlo je tijekom Grčkog građanskog rata, u kojem je Jugoslavija pružala glavnu pomoć grčkim komunistima, protiv volje SSSR-a koji je s Velikom Britanijom i SAD-om bio (prešutno) dogovorio da će prepustiti Grčku zapadnom bloku - koji je zauzvrat bio prepustio niz drugih europskih zemalja sovjetskoj dominaciji. U svojem dijelu Europe, Tito je međutim imao planove za formiranje velike Balkanske federacije koja će obuhvatiti Jugoslaviju, Bugarsku, Grčku i Albaniju, te je s Albanskim komunistima već bio dogovorio spajanje jugoslavenske i albanske vojske i slanje dviju jugoslavenskih divizija na teritorij Albanije radi učvršćivanja tamošnje komunističke vlasti, te uključivanja Albanije u sastav Jugoslavije.  Riječ je bila o aktivnostima koje je Tito poduzimao na svoju ruku, tj. bez da je tražio privolu Sovjetskog Saveza, koji je u to vrijeme s dosta problema izbjegavao eskalaciju napetosti sa SAD-om i drugim zapadnim silama. Nakon što je do prve polovice 1947. godine Moskva bila odnose komunističkog bloka s Albanijom u cijelosti prepustila Beogradu (čak Komunistička partija Albanije nije bila predstavljena u Informbirou) i gledala tu zemlju kao "privjesak Jugoslavije", od sredine 1947. godine je Sovjetski Savez ocijenio da Jugoslavija očito nije u stanju ekonomski podržati Albaniju (te nije uredno zvršavala međunarodnim sporazumom preuzete obveze pružanja gospodarske pomoći Albaniji), te je u srpnju 1947. godine albanskog delegaciji kojoj je na čelu bio Enver Hoxa sam Staljin rekao da Beograd (više) ne uživa punu podršku Moskve kada je u pitanju politika prema Albanij. To je koincidiralo s ocjenom Moskve da jugoslavenska podrška komunističkim gerilcima u Grčkom građanskom ratu predstavlja smetnju interesima Moskve, zainteresirane za smirivanje tadašnjih teških napetosti u odnosima sa zapadnim blokom.
Josip Broz Tito je u Informbirou imao podršku vrha Komunističke partije Bugarske. Nakon što je Staljin pozvao J. B. Tita i bugarskog komunističkog vođu Georgija Dimitrova na sastanak u Moskvu 10. veljače 1948. god.; Tito je odlučio onamo ne otići i poslati kao jugoslavenskog predstavnika Edvarda Kardelja. Na sastanku su Dimitrov i Kardelj prihvatili Staljinove zahtjeve, te su potpisali sporazum kojim se Jugoslavija i Bugarska obvezuju ubuduće u svim vanjskopolitičkim pitanjima "konzultirati" Sovjetski Savez.
Odnosi s Josipom Brozom Titom se međutim nisu popravili, a međusobnom povjerenju očito nije pomogla ni okolnost da se tijekom tog boravka u Moskvi Georgi Dimitrov naglo razbolio: Dimitrova kao dugogodišnjeg šefa Kominterne teško se smjelo javno osumnjičiti za nešto (kao što će se kasnije za antikomunizam optužiti J. B. Tita), ali sumnje da je Dimitrov bio otrovan proširile su se odmah. U svakom se slučaju pokazalo da će Dimitrovljev bliski suradnik, te nasljednik na mjestu vođe bugarske Komunističke partije i Vlade Traiče Kostov biti krajem 1949. godine osuđen na smrt zbog suradnje s Jugoslavijom (izdaje, špijunaže).

## Donošenje rezolucije
U ožujku 1948. godine je bilo više diplomatskih kontakata između jugoslavenskih i sovjetskih predstavnika, a prema dogovoru s Beogradom je vrh Albanske komunističke partije donio odluke o daljnjim koracima radi ujedinjavanja s Jugoslavijom, te je Tirana za te planove zatražila odobrenje Moskve. Sovjetski diplomati su od jugoslavenskih predstavnika dobili tek djelomične informacije o planiranim aktivnostima u Grčkoj, ali su ipak primili potvrdu da je cjelokupno Jugoslavensko ratno zrakoplovstvo stavljeno u stanje pripravnosti zbog napetosti vezanih s Grčkom. Politbiro KPJ je optužio sovjetsku stranu da namjerno "torpedira" gospodarsku i vojnu suradnju dviju država, te dao uputu jugoslavenskom državnom vrhu da samostalnije nastupa. O raspravama u vrhu jugoslavenskih komunista, Staljin je dobivao informacije od Sretena Žujovića, člana Politbiroa KPJ i ministra financija FNRJ.
18. ožujka 1948. godine je SSSR povukao svoje vojne i gospodarske savjetnike iz Jugoslavije, a 17. ožujka 1948. god. su Staljin i Molotov uputili vrhu KPJ prvo pismo, u kojemu ih prozivaju da su zauzeli antikomunističke i antisovjetske pozicije - ali su izbjegli bilo što reći o Grčkoj ili Albaniji, tj. o pitanjima koji su bili glavni razlog jugoslavensko-sovjetskih razmirica.
U rezoluciji Informbiroa od 28. lipnja 1948. god. se iznosi da su najviši jugoslavenski rukovodioci "zauzeli stanovište nedostojno komunista, na osnovu koga su jugoslavenski rukovodioci počeli identificirati vanjsku politiku SSSR s vanjskom politikom imperijalističkih sila i ponašaju se prema SSSR-u isto onako kao i prema buržoaskim državama. Upravo zbog ove antisovjetske pozicije Centralnog komiteta KPJ raširila se klevetnička propaganda posuđena iz arsenala kontrarevolucionarnog trockizma o ,,izrođavanju" SKP(b), o 'izrođavanju' SSSR-a itd. Informacioni biro osuđuje ove antisovjetske koncepcije rukovodilaca KPJ, koje su nespojive s marksizmom-lenjinizmom i koje priliče samo nacionalistima". Rezolucija osobito osuđuje kašnjenje jugoslavenskih komunista da provedu kolektivizaciju na selu.
Već 29. lipnja 1948. godine Centralni komitet Komunističke partije Jugoslavije upućuje Odgovor na Rezoluciju Informbiroa, u kojem se natječe u komunističkoj pravovjernosti, te iznosi optužbe protiv nekih jugoslavenskih komunista koje Informbiro uzima u zaštitu. O pitanju kolektivizacije, ..."CK KPJ odbija kao apsurdnu tvrdnju da su u posljednje vrijeme jugoslavenski rukovodioci s velikom žurbom i iz demagoških razloga donijeli mjere o nacionalizaciji sitne industrije i sitne trgovine. Te mjere su, u stvari, bile pripremljene još šest mjeseci prije spomenutih optužbi CK SKP(b) protiv CK KPJ i rezultat su jačanja i razvijanja socijalističkog sektora.."

## Diferencijacija u redovima KPJ
U Komunističkoj partiji Jugoslavije je provedeno izjašnjavanje o rezoluciji informbiroa: 55 tisuća (12 posto) članova je podržalo Informbiro, te su poslije bili izvrgnuti nadzoru i nerijetko represalijama. Nešto više od 16 tisuća ih je poslano (administrativnim odlukama Ministarstva unutarnjih poslova, tj. bez suđenja) na "preodgoj" u radne logore, od kojih je najveći i vjerojatno najbrutalniji bio Politički logor Goli otok. Podrška SSSR-u je bila najveća među srpskim i osobito crnogorskim komunistima, a kako su ti prevladali u profesionalnom vojnom personalu, postojala je akutna mogućnost da vojska "preuzme stvar u ruke". Djelatnost službi sigurnosti je eliminiralu takvu opasnost, te je odmah nakon objavljivanja Rezolucije Informbiroa u pokušaju bijega u Rumunjsku ubijen načelnik Generalštaba JNA general-pukovnik Arso Jovanović, a uhićeni su general-major Vlado Dapčević i Branko Petričević Kađa. General avijacije Pero Popivoda je uspio odletjeti za Rusiju, gdje je nastavio karijeru kao general-major sovjetskog zrakoplovstva.
Nesmiljenim terorom nad "klasnim neprijateljem" i "slugama okupatora" bile su komunistima nesklone snage u komunističkoj Jugoslaviji posve neutralizirane, ali je među bivšim partizanima bilo mnogo onih koji su bili nezadovoljni s jugoslavenskim rukovodstvom, čijim su greškama u provođenju komunističkih reformi - kod ustrajne propagande da je (navodno) SSSR ekonomski i u svakom drugom pogledu iznimno uspješna zemlja - pripisivali očitu neimaštinu u svojoj državi. Zabilježen je primjer Pobune u Bijelom Polju u Crnoj Gori, gdje je UDBA u siječnju 1949. godine uz pomoć čak 1.000 pripadnika KNOJ-a dva tjedna hvatala 16 vodećih lokalnih komunista, od kojih je 10 nakon hvatanja pobijeno bez suđenja, i to mahom na licu mjesta.
U Hrvatskoj su 1950. godine smijenjeni i uhapšeni potpredsjednik Vlade NR Hrvatske Duško Brkić, član Politbiroa CK Komunističke partije Hrvatske Rade Žigić i ministar šumarstva Stanko Opačić-Ćanica. Riječ je bila o tri vodeća srpska rukovodioca u Hrvatskoj, koji su optuženi da podržavaju sporadične pobune seljaka po srpskim selima nezadovoljnih tadašnjim gospodarskim "cijeđenjem" seljaka i sporošću u obnovi u ratu poharanih ruralnih područja.
Andrija Hebrang, najugledniji hrvatski komunist na dužnosti u Beogradu, uhićen je već u travnju 1948. godine, te je ubijen u zatvoru 1949. godine; do danas nije razjašnjeno za što ga se točno teretilo.
Jugoslavenska historiografija je kasnije bila sklona prikazivati da je do sukoba Staljina i Tita bilo došlo zbog želje Tita da liberalizira vladavinu u Jugoslaviji - što činjenice zapravo i ne potkrjepljuju. Nakon raskola sa SSSR-om, Komunistička partija Jugoslavije je provela vrlo grubu čistku u svojim redovima, u kojoj su postradali svi oni koji su iskreno iskazali potporu Staljinu (a Staljina i SSSR su jugoslavenski komunisti do tada voljeli jednim religijskim žarom), te su brojni jugoslavenski rukovodioci i drugi ključni kadrovi administrativnom odlukom poslani na "preodgoj" neodređenog trajanja u brutalni politički logor na Golom otoku. Tada je u Beogradu uhićen i ubijen i istaknuti hrvatski komunist Andrija Hebrang - u njegovom slučaju je obračun s "Informbiroovcima" možda iskorišten da bi se izašlo na kraj s njegovim "previše hrvatskim" držanjem. Upravo 1948. godine su jugoslavenski komunisti pokrenuli nasilnu i gospodarski štetnu kolektivizaciju u poljoprivredi i obrtništvu, te se od staljinističkog načina upravljanja gospodarstvom i državom odustalo - makar su 1950. godine započeli eksperimenti s radničkim samoupravljanjem - tek 1952. – 1953. godine, kada je Staljin umro a u Moskvi prevladala struja koja više nije toliko inzistirala na najgrubljim staljinističkim postulatima.

## Privremeni oslonac Jugoslavije na Zapad
Nakon što je izvrgnuta gospodarskim sankcijama socijalističkog bloka, Jugoslavija se morala u znatnoj mjeri osloniti na pomoć zapadnog bloka. SAD i druge zapadne zemlje su komunističkoj Jugoslaviji pružili i važnu humanitarnu pomoć (starije generacije na području bivše Jugoslavije još uvijek prisjećaju "Trumanovih jaja", mlijeka i krumpira u prahu), gospodarsku pomoć u sklopu Marshallovog plana i značajnu vojnu pomoć, u kojoj je bilo i 200 mlaznih aviona F-86 "Sabre". (JNA će potom dugo koristiti američke vojne kamione, haubice, tenkove i brodove). U srpnju 1949. godine je Jugoslavija zatvorila svoje granice prema Grčkoj i zatvorila baze komunističkih grčkih snaga u Jugoslaviji. Građanski rat u Grčkoj je potom već u listopadu 1949. okončan porazom komunista.
Makar je s članicom NATO pakta Italijom bila u lošim odnosima zbog nerazriješene Tršćanske krize (1945. – 1954.), Jugoslavija je u veljači 1953. godine sklopila obrambeni tzv. Balkanski pakt s članicama istog vojnog saveza Turskom i Grčkom, koji je sadržavao odredbu da se vojni napad na bilo koju od tih zemalja ima tretirati kao napad na sve tri. Time je Jugoslavija uspjela razriješiti težak problem koji je za nju proizlao iz diplomatskim kanalima jasno komunicirane nespremnosti Sjedinjenih Američkih država i Velike Britanije - koje su bile obećale pružiti vojnu i gospodarsku pomoć nužnu da Jugoslavija opstane, ali ne više od toga - da pošalju vojsku u Jugoslaviju u slučaju sovjetskog vojnog napada. Prema dostupnoj diplomatskoj dokumentaciji, izgleda da su Grčka i Turska savez sklopile bez pristanka glavnih saveznika u NATO paktu, zapravo usprkos protivljenju Sjedinjenih Američkih Država. Ubrzo nakon sklapanja Pakta, u ožujku 1953. godine je umro Staljin, te je Jugoslavija odmah bila pokazala da je spremna pomiriti se sa Sovjetskim savezom, a sigurnosna suradnja s članicama NATO pakta je potom postupno zamrla.
Kraj razdoblja Informbiroa je naznačen pomirbenim sastankom Tita i Hruščova u Beogradu, u proljeće 1955. godine.

## Vanjske poveznice
- NAPAD INFORMBIROA I ODGOVOR CK KPJ. Transkripti.
- Dokumentirana Jugoslavija  Arhivirana inačica izvorne stranice od 25. prosinca 2018. (Wayback Machine) Domaći dokumentarni filmovi o socijalističkoj Jugoslaviji